# Tři Sekery
Tři Sekery (németül Dreihacken) község Csehországban a Karlovy Vary-i kerület Chebi járásában. Mariánské Lázně-től 7 km-re nyugatra, a német határ mentén fekszik. Közigazgatásilag hozzá tartoznak Chodovská Huť (Kuttenplaner Schmelzthal), Krásné (Schönthal) és Tachovská Huť (Tachauer Schmelzthal) települések.

## Története
Rézlelőhelyét a 16. században fedezték fel, első bányáját Kaspar Pflugk nyitotta meg 1536-ban. A 17. században ólmot, ezüstöt és kobaltot is bányásztak. Ismert lelőhelyei azonban kimerültek, s bányáit 1736-ban bezárták. A 19. században bányászatát felújították. 1916-ban urán lelőhelyet fedeztek fel.
A második világháború végéig részét képezték az alábbi települések, településrészek: Kuttenplaner Schmelzthal, Planer Schmelzthal, Schönthal, Großschönthal, Kleinschönthal, Neu Metternich, Tachauer Dreihacken, Hohlenstein, Tachauer Schmelzthal, Königswarther Dreihacken. A második világháború után német lakosságát a csehszlovák hatóságok Németországba toloncolták.

## Népesség
A település népessége az elmúlt években az alábbi módon változott:
| Lakosok száma | 3814 | 3873 | 3406 | 850  | 695  | 714  | 931  | 948  | 974  | 1046 |
|               | 1869 | 1890 | 1921 | 1950 | 1980 | 2001 | 2017 | 2019 | 2022 | 2024 |

## Fordítás

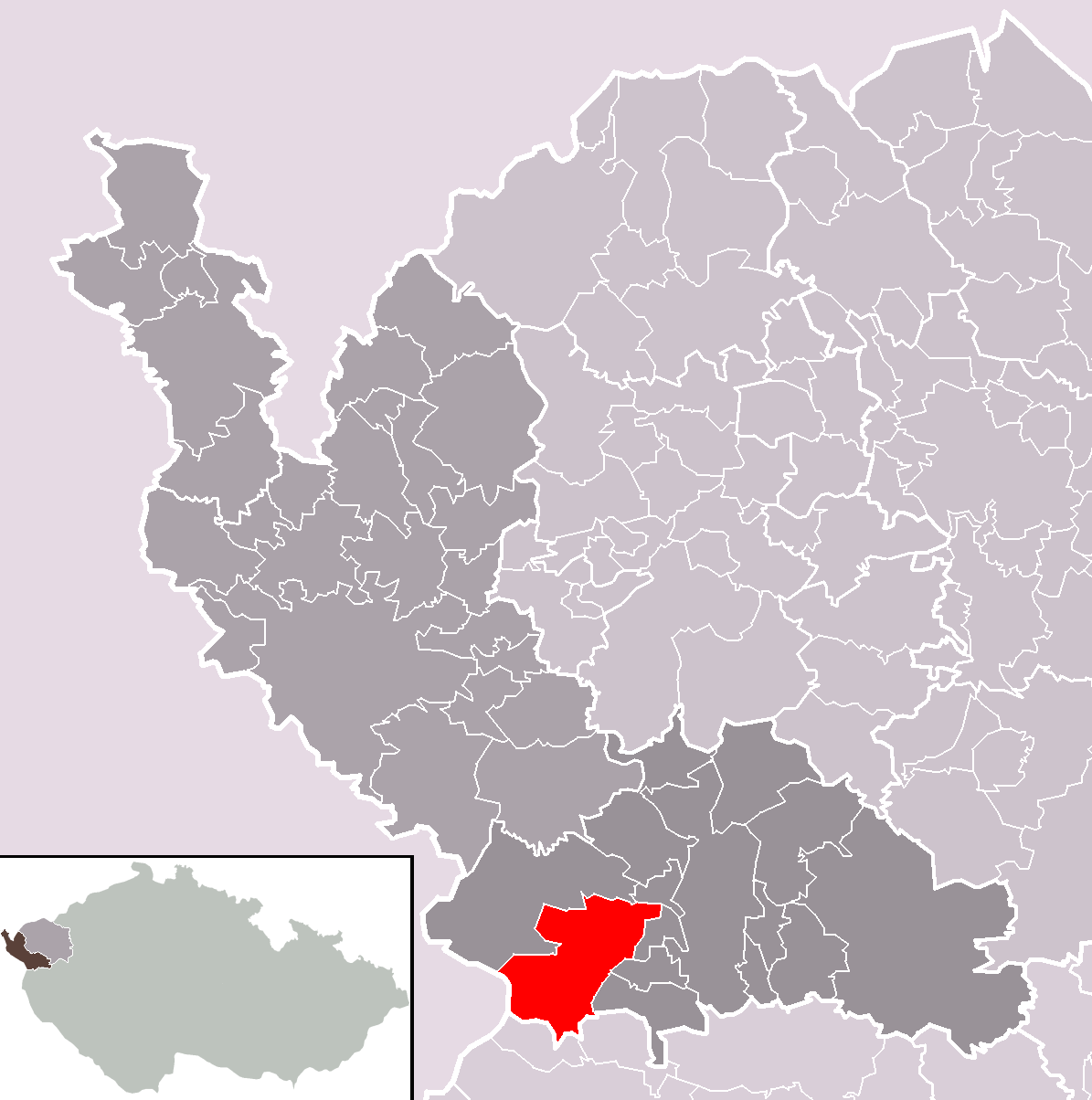
A község közigazgatási területe

Ez a szócikk részben vagy egészben a Tři Sekery című német Wikipédia-szócikk ezen változatának fordításán alapul.  Az eredeti cikk szerkesztőit annak laptörténete sorolja fel. Ez a jelzés csupán a megfogalmazás eredetét és a szerzői jogokat jelzi, nem szolgál a cikkben szereplő információk forrásmegjelöléseként.